# Монах у моря
Монах у моря (нем. Der Mönch am Meer)  — картина, написанная немецким художником Каспаром Давидом Фридрихом в период с 1808 по 1810 годы в Дрездене.

## История
Картина появилась на волне успеха Каспара Давида Фридриха, связанного с написанием им одной из первых картин: «Tetschener Altar (Kreuz im Gebirge)».
К написанию  картины Фридрих приступил в 1809 году, будучи в Дрездене. В письме, датированном февралём 1809 года, он описал начальный вариант своей картины. Этапы её написания могли также засвидетельствовать гости, посещавшие художника. Так, в июне 1809, жена одного из его друзей Герхарда фон Кюгельгена, описывала в заметках «спокойное небо на картине Монах у моря» (нем. .... den ruhigen Himmel auf dem Bild Mönch am Meer).
Последние научные исследования показали, что первоначально на картине были также запечатлены два малых парусных судна на горизонте, но которые впоследствии были удалены. Исследования также показали, что Фридрих вносил небольшие изменения в детали картины вплоть до её появления на выставке, сохраняя тем не менее основу нетронутой.

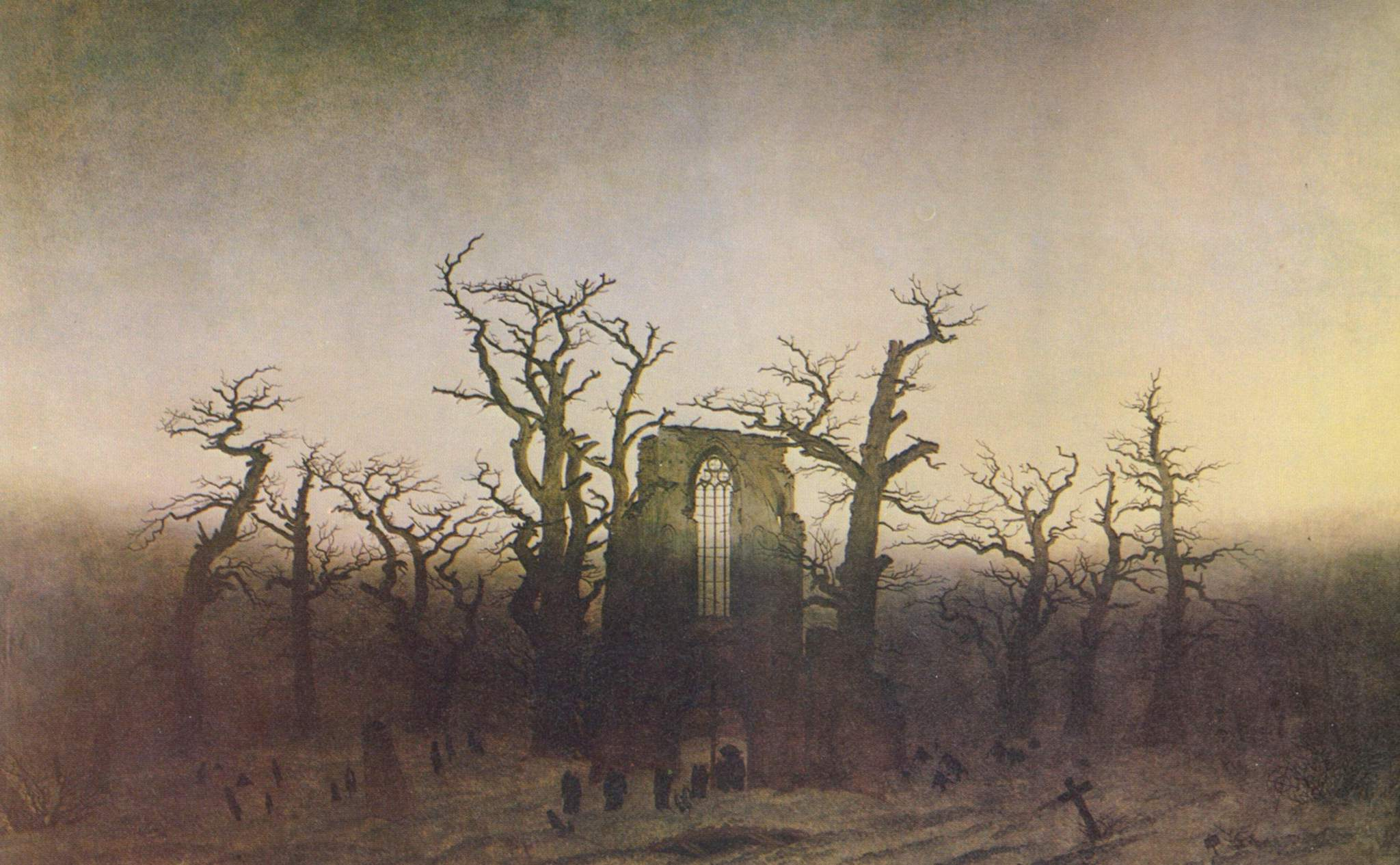
«Аббатство в дубовом лесу», картина, выставленная в одно время с «Монахом у моря»

Работа была впервые показана вместе с другой картиной Каспара Фридриха «Аббатство в дубовом лесу» (нем. Abtei им Eichwald) в Берлинской Академии художеств во время выставки 1810 года. По просьбе художника она была повешена над «Аббатством в дубовом лесу». Одновременное появление картин «Монах у моря» и «Аббатство в дубовом лесу», по сути, закрепило успех Фридриха у публики.
По окончании выставки обе картин были приобретены прусским королём Фридрихом Вильгельмом III для своей коллекции . На сегодняшний день обе картины висят бок о бок в Старой национальной галерее города Берлина.

## Интересные факты
- Контрастирующие с тёмным океаном барашки волн[4] иногда ошибочно принимаются за чаек.